# Olé (canção)
"Olé" é uma canção da cantora norueguesa Adelén. A canção foi escolhida como um dos hinos da Copa do Mundo FIFA de 2014, que foi sediada no Brasil, entre dia 12 de Junho de 2014 a 13 de Julho de 2014 A faixa foi lançada em 12 de maio de 2014, como quarto single da coletânea da copa One Love, One Rhythm. O singles alcançou a terceira posição nas paradas musicais da Noruega.

## Composição
"Olé" é uma faixa de pop latino ritmada com influências de dance music e pop rock. A canção apresenta batidas de tambor, música de estilo caribenho e batidas eletrônicas com os vocais de Adelén. A música em si tem uma batida salto quando ele muda. A canção utiliza samples de "Na Na Hey Hey Kiss Him Goodbye" no refrão.

## Faixas
| CD / download digital |                            |                                             |            |         |  |
| N.º                   | Título                     | Compositor(es)                              | Artista(s) | Duração |  |
| 1.                    | "Olé (Stadium Anthem Mix)" | Ina Wroldsen Andreas Romdhane Josef Larossi | Adelén     | 3:20    |  |

## Desempenho nas paradas
| Paradas (2014)         | Melhor posição |
| ---------------------- | -------------- |
| Noruega (VG-lista)     | 3              |
| Polónia (Dance Top 50) | 50             |